# Guy Muya
Guy Muya (Kinshasa, 23 maart 1983) is een Belgisch voormalig basketballer en basketbalcoach.

## Carrière
Muya speelde in de jeugd van BC Sainte Walburge en Liège Saint Louis. Voordat hij zich aansloot bij RBC Verviers Pepinster. Van 2004 tot 2006 speelde hij voor Liège Basket. Hij speelde korte tijd voor BC Oostende waarna hij naar het Italiaanse Scafati Basket trok en samenspeelde met Dimitri Lauwers. Het seizoen 2017/08 bracht hij door bij de Spaanse tweedeklasser Palma Aqua Màgica en nadien CB Atapuerca. Hij keerde in 2009 terug naar RBC Verviers Pepinster en Liège Basket. Bij Luik speelde hij tot in 2012, toen hij een overstap maakte naar Belfius Mons-Hainaut. Hij Bergen speelde hij twee seizoenen. Hij maakte in 2014 de overstap naar Oostende waar hij een seizoen speelde. Hij eindigde zijn carrière met vier seizoenen bij Basic-Fit Brussels.
Hij werd in 2019 teammanager bij de Antwerp Giants, hij volgde de vertrokken Leo De Rycke op. In 2022 werd hij assistent-coach bij de Giants na enkele wisselingen in de staff, Eddy Faus werd algemeen manager. Hij verliet de club na het seizoen 2023/24 en werd opgevolgd door Jill Lorent.
Hij speelde vanaf 2004 ook voor de nationale ploeg en speelde in totaal meer dan 121 wedstrijden voor de Belgian Lions.

## Erelijst

### Als speler
- Belgisch landskampioen: 2007, 2015
- Belgisch bekerwinnaar: 2015

### Als assistent-coach
- Belgisch bekerwinnaar: 2023